# Walking the Wire
〈Walking the Wire〉는 미국의 팝 록 밴드 이매진 드래곤스의 노래이다. 댄 레이놀즈, 웨인 서몬, 벤 맥키, 다니엘 플라츠맨, 매트맨 & 로빈, 저스틴 트랜터가 작사, 프로듀싱을 맡았다. 2017년 6월 15일 디지털 소매업자들에게 세 번째 프로모션 싱글인 《Evolve》로 발매됐다.

## 배경
6월 15일, 〈Walking the Wire〉는 밴드의 온라인 샵에서 구매하면 다운로드 받을 수 있다. 이 노래는 우연히 예정보다 하루 일찍 유튜브와 Vevo에 공개되었으나 몇 시간 만에 삭제되었다.

## 인증
| 국가                               | 인증 | 판매량/출하량 |
| ---------------------------------- | ---- | ------------- |
| 이탈리아 (FIMI)                    | 골드 | 25,000        |
| 포르투갈 (AFP)                     | 골드 | 5,000         |
| 미국 (RIAA)                        | 골드 | 500,000       |
| 판매량+스트리밍을 기반으로 한 인증 |      |               |